# Хуаду
Хуаду́ (кит. упр. 花都, пиньинь Huādū) — район городского подчинения города субпровинциального значения Гуанчжоу провинции Гуандун (КНР).

## История
Во времена империи Цин в 1686 году из частей уездов Паньюй и Наньхай был создан уезд Хуасянь (花县).
После вхождения этих мест в состав КНР был создан Специальный район Чжуцзян (珠江专区), и уезд вошёл в его состав. В 1952 году Специальный район Чжуцзян был расформирован, и уезд перешёл в состав Административного района Юэбэй (粤北行政区). В 1955 году Административный район Юэбэй был упразднён, и уезд перешёл в состав Специального района Фошань (佛山专区). 
В 1960 году уезд Хуасянь был передан из специального района Фошань под юрисдикцию Гуанчжоу.
Постановлением Госсовета КНР от 18 июня 1993 года был расформирован уезд Хуасянь, а вместо него создан городской уезд Хуаду.
Постановлением Госсовета КНР от 21 мая 2000 года городской уезд Хуаду был преобразован в район городского подчинения.

## Административное деление
Район делится на 4 уличных комитета и 6 посёлков.

## Экономика
В районе Хуаду расположено много фабрик, которые производят текстильные и кожаные изделия (в том числе сумки, кошельки, ремни). В квартале Шилин находится крупнейший в городе оптовый рынок изделий из кожи.
В районе базируется крупная газовая ТЭС (Huadu Thermal Power Station).